# Локальна мова
В інформатиці та математичній теорії формальних мов, локальна мова (2-тестова мова) — це формальна мова, кожне слово якої задається першою й останньою буквами та множиною недопустимих підслів. Будь-якій локальній мові можна поставити у відповідність локальний автомат, підвид детермінованого скінченного автомата.

## Визначення
Мова {\displaystyle L\subseteq \Sigma ^{*}} над алфавітом {\displaystyle \Sigma } називається локальною, якщо існують такі мови {\displaystyle L_{1}\subseteq \Sigma ^{*}},{\displaystyle L_{2}\subseteq \Sigma ^{*}} та {\displaystyle L_{3}\subseteq \Sigma ^{*}}, що
- {\displaystyle \forall w\in L_{1,2}:|w|=1},
- {\displaystyle \forall w\in L_{3}:|w|=2},
- {\displaystyle L=((L_{1}\cdot \Sigma ^{*})\cap (\Sigma ^{*}\cdot L_{2}))\setminus (\Sigma ^{*}\cdot L_{3}\cdot \Sigma ^{*})}

## Приклади
- Розглянемо алфавіт {\displaystyle \Sigma =\{a,b,c\}} та мови {\displaystyle L_{1},L_{2},L_{3}} над {\displaystyle \Sigma }. {\displaystyle L_{1}=\{a,b\}}, {\displaystyle L_{2}=\{b,c\}}, {\displaystyle L_{3}=\{ac,ba,bb,ca,cb\}}. Мова {\displaystyle L=((L_{1}\cdot \Sigma ^{*})\cap (\Sigma ^{*}\cdot L_{2}))\setminus (\Sigma ^{*}\cdot L_{3}\cdot \Sigma ^{*})=} {\displaystyle \{a^{m}bc^{n}:m\geq 0,n\geq 0\}} є локальною.

## Властивості
- Будь-яка локальна мова є автоматною.
- Мова {\displaystyle L} над алфавітом {\displaystyle \Sigma }, що не містить порожнього слова, є регулярною тоді і лише тоді, коли існують такі алфавіт {\displaystyle \Sigma _{0}}, локальна мова {\displaystyle L_{0}\subseteq \Sigma _{0}^{*}} і побуквенний гомоморфізм {\displaystyle h:\Sigma _{0}^{*}\rightarrow \Sigma ^{*}}, що {\displaystyle L=h(L_{0})}.
- Для перевірки чи належить слово {\displaystyle w} локальній мові {\displaystyle L}, достатньо локально переглядати підслова слова {\displaystyle w} довжиною 2.
- Локальні мови є окремим випадком {\displaystyle k}-тестових мов, з {\displaystyle k=2} .